# Rand sudafricano
Il Rand è la valuta ufficiale del Sudafrica fin dalla sua indipendenza nel 1961. Il nome viene dal Witwatersrand (spartiacque d'acqua bianca in afrikaans) ove nell'Ottocento si sviluppò la corsa all'oro africana. Il codice ISO 4217 è ZAR.

## Storia
Le prime banconote portavano l'immagine di Jan van Riebeeck, il primo amministratore olandese di Città del Capo. Negli anni ottanta, le banconote vennero ridisegnate con immagini di animali indigeni quali il rinoceronte, il leone, il leopardo, il bufalo, l'elefante (i cosiddetti Big Five - i grossi cinque) e altri. Le banconote sono stampate in tutte le undici lingue ufficiali della Repubblica. Dal 2012 le immagini dei cinque animali sono impresse sul retro, mentre sul fronte di tutte le banconote è raffigurato il volto di Nelson Mandela, primo presidente sudafricano non bianco.
Nel febbraio 2018, fu annunciato che una nuova serie di biglietti sarebbe stata lanciata in commemorazione di quello che sarebbe stato l'anno centenario di Nelson Mandela. Questa serie includerebbe banconote di tutte le denominazioni, 10, 20, 50, 100 e 200 Rand. Queste banconote circolerebbero insieme alle banconote esistenti e saranno pubblicate il 18 luglio 2018. Le banconote rappresentano il volto standard di Nelson Mandela sul dritto, ma al posto dei Big Five sul retro, mostrano un Mandela più giovane con diverse scene iconiche relative alla sua eredità.

## Utilizzo e valore
Il Rand è usato anche come valuta comune nei paesi della Comunità di Paesi dell'Africa Meridionale. 
Il 24 ottobre 2024 il suo valore è pari a circa 5,2 centesimi di euro.